# Le Réverbère bleu
Le Réverbère bleu (en russe : Синий фонарь) est un récit d'une douzaine de pages écrit par Viktor Pelevine en 1998.
La nuit, dans une chambre de dortoir d'un camp de vacances, des enfants jouent à se faire peur en se racontant des histoires liées à la mort.

## Résumé
Le narrateur du récit est l'un des enfants de la chambre mais il ne prend pas part à la discussion.
La nouvelle est essentiellement composée de dialogues entre les différents enfants. Plusieurs récits y sont enchâssés :
- Мертвый город - La ville morte : un homme rentre de voyage d'affaires et comprend, on ne sait comment, que les habitants de sa ville bien qu'ils continuent à agir et à se mouvoir comme d'habitude sont en fait morts. Il fait part de cette découverte à sa femme (morte aussi) et celle-ci lui révèle qu'il est lui-même mort.
- Красное пятно - La tache rouge : une famille emménage dans un nouvel appartement. Les enfants découvrent sur un mur une tache rouge mais la mère leur interdit de s'y intéresser. Ensuite, avec la complicité du père, la mère donne chaque soir un narcotique à l'un de ses enfants et le dévore pendant la nuit.
- Bремя - Le journal télévisé : un homme s'assoit dans son fauteuil pour regarder le journal télévisé. Il remarque que le générique n'est pas tout à fait comme d'habitude mais ne s'en soucie guère. À la fin du programme, il se lève de son fauteuil mais constate qu'il est sans force. Il découvre ensuite qu'il est devenu un vieillard pendant qu'il regardait le journal télévisé.

Cette histoire repose sur un jeu de mots : le nom du journal télévisé que regarde l'homme est Vremia (Bремя, il s'agit du nom authentique du journal télévisé sur la chaîne russe ORT). Or, « Vremia » signifie « le temps ». La dernière phrase de ce récit peut se traduire ainsi : « Pendant qu'il regardait le temps/le journal télévisé toute sa vie était passée. »